# Ernst Kaltenbrunner

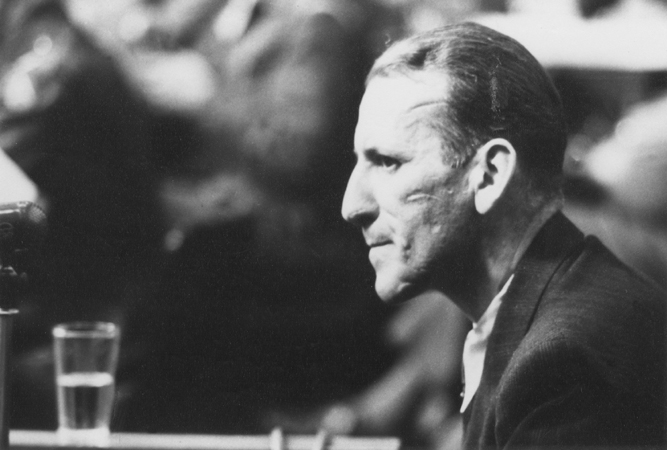
Ernst Kaltenbrunner na procesie norymberskim 1946

Ernst Kaltenbrunner (ur. 4 października 1903 w Ried im Innkreis w Austrii, zm. 16 października 1946 w Norymberdze) – SS-Obergruppenführer, szef Głównego Urzędu Bezpieczeństwa Rzeszy (RSHA) w latach 1943–1945, zbrodniarz wojenny.

## Życiorys
Uczył się w gimnazjum w Linzu oraz na uniwersytecie w Grazu. W 1926 uzyskał wykształcenie prawnicze i do 1928 pracował jako adwokat w Linzu i Salzburgu. Od 1930 był członkiem austriackiej partii nazistowskiej.
Od 1935 był szefem SS w Austrii. Tuż przed przyłączeniem Austrii do III Rzeszy (12 marca 1938) pełnił funkcję sekretarza stanu ds. bezpieczeństwa w gabinecie Arthura Seyss-Inquarta.
Po Anschlussie pełnił wysokie funkcje kierownicze w SS na terenie byłej Austrii (Ostmark). Za aktywny udział w nim otrzymał stopień SS-Brigadeführera z nominacji Adolfa Hitlera. 11 września 1938 został SS-Gruppenführerem oraz członkiem Reichstagu, a od kwietnia 1941 SS-Obergruppenführerem. 30 stycznia 1943 powołany na szefa Głównego Urzędu Bezpieczeństwa Rzeszy (RSHA).
Z jego inicjatywy Adolf Eichmann w kwietniu 1932 r. wstąpił do austriackiej Narodowosocjalistycznej Niemieckiej Partii Robotników oraz do SS.
Odpowiedzialny m.in. za Holocaust (w tym działalność Einsatzgruppen) i zbrodnie w obozach koncentracyjnych.
Po wydaleniu Arthura Nebego z NSDAP i SS został jego następcą na stanowisku prezydenta Interpolu.
1 października 1946 został skazany przez Międzynarodowy Trybunał Wojskowy w Norymberdze na karę śmierci i stracony. Podczas procesu Rudolf Höß, komendant Auschwitz, złożył zeznania, które dowiodły, że Kaltenbrunner doskonale wiedział o tym, co dokładnie działo się w obozach koncentracyjnych. W trakcie procesu Kaltenbrunner zeznał m.in.:
- Wydałem polecenie, aby więźniowie odsyłani do obozu w Mauthausen nie byli źle traktowani[4].
- Zbrodnie, o których dowiedziałem się dopiero dziś, popełnił Himmler. W kwestii żydowskiej byłem zwodzony, jak wszyscy inni wyżsi urzędnicy[5].

Pod szubienicą powiedział: 

Całym sercem służyłem mojemu narodowi i ojczyźnie. Spełniłem swój obowiązek z interesem państwa. Żałuję, że ci, którzy nami rządzili w tych trudnych czasach, nie zachowali się jak żołnierze i że popełniono tyle zbrodni, ale nie brałem w nich udziału. Niech żyją Niemcy!